# 富克库尔
富克库尔（法語：Fouquescourt）是法国皮卡第大区索姆省的一个市镇，属于蒙迪迪耶区罗西耶尔-昂桑泰尔县。该市镇2009年时的人口为158人。

## 人口
富克库尔人口变化图示
| 数据来源：INSEE |